# 旧圣皮埃尔 (索恩-卢瓦尔省)
旧圣皮埃尔（法語：Saint-Pierre-le-Vieux，法語發音：[sɛ̃ pjɛʁ lə vjø]）是法国索恩-卢瓦尔省的一个市镇，属于马孔区。

## 地理
旧圣皮埃尔（46°17'7"N, 4°32'10"E）面积15.79 平方千米，位于法国勃艮第-弗朗什-孔泰大區索恩-卢瓦尔省，该省份为法国中部省份，北起顺时针与科多尔省、汝拉省、安省、罗讷省、卢瓦尔省、阿列省和涅夫勒省接壤。
与旧圣皮埃尔接壤的市镇（或旧市镇、城区）包括：特朗布利、聖博內德布呂耶爾、马图尔、德格罗讷。

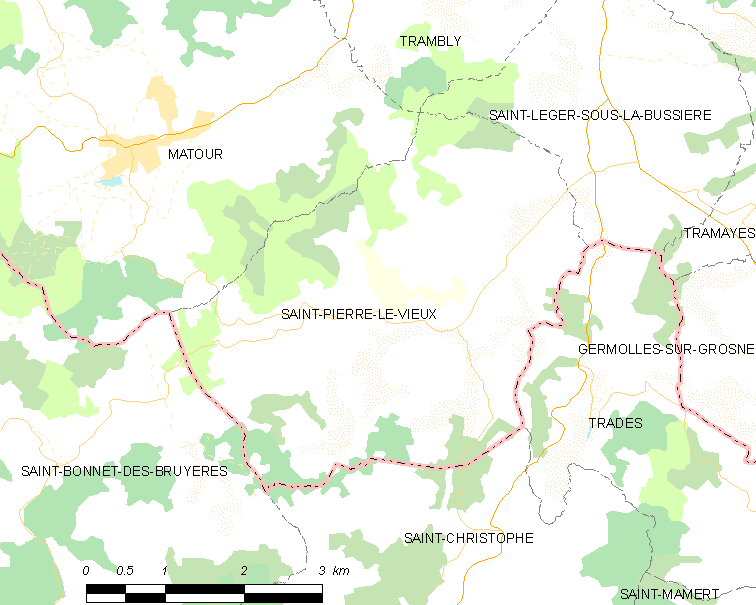
的OSM定位图

旧圣皮埃尔的时区为UTC+01:00、UTC+02:00（夏令时）。

## 行政
旧圣皮埃尔的邮政编码为71520，INSEE市镇编码为71469。

## 政治
旧圣皮埃尔所属的省级选区为拉沙佩勒德甘谢县。

## 人口

1962-2008年间人口变化图示

旧圣皮埃尔于2022年1月1日时的人口数量为378人。